# 弗劳克·库尔曼
弗劳克·库尔曼（德語：Frauke Kuhlmann，1966年9月27日—），德国女子足球运动员。她曾代表德国国家队参加中国举办的1991年国际足联女子世界杯，结果队伍获得第四名。